# Nikólaos Lóndos
Nikólaos Lóndos (grec moderne : Νικόλαος Λόντος), né en 1770 à Patras et mort en 1824 était un homme politique grec qui participa à la guerre d'indépendance grecque.
Membre de la « branche Patras » de la puissante famille des Lóndos, il fut initié très tôt dans la Filikí Etería et participa à l'agitation politique en vue du déclenchement de la guerre d'indépendance grecque. Il combattit lors du siège de Patras du printemps 1821 aux côtés de Ioánnis Papadiamantópoulos, Andréas Zaïmis, Benizélos Rouphos et de son cousin de la « branche Aigion » de la famille Andréas Lóndos.
Il fut élu député de sa ville natale à l'assemblée nationale d'Astros en 1823 et nommé ensuite membre de l'Exécutif grec de 1824.

## Sources
- (el) Phótios Chrysanthópoulos, Βίοι Πελοποννησίων ανδρών και των εξώθεν εις την Πελοπόννησον ελθόντων κληρικών, στρατιωτικών και πολιτικών των αγωνισαμένων τον αγώνα της επαναστάσεως, Athènes, Stávros Andrópoulos,‎ 1888, 335 p. (lire en ligne) p. 6
- (el) Parlement grec, Μητρώο Πληρεξουσίων, Γερουσαστών και Βουλευτών. 1822-1935, Athènes, Parlement grec,‎ 1986, 159 p. (lire en ligne) [PDF]